# 胡美瑪·馬力克
胡美瑪·馬力克（1987年11月18日—）是巴基斯坦女演員及模特兒，主要出現在巴基斯坦電視連續劇及電影。
馬力克在巴基斯坦南部奎達出生，弟弟費羅玆·汗亦是一名演員。她在14歲時受Saqib Malik賞識並拍攝了美白產品Fair & Lovely的全國性廣告。
她演出的巴基斯坦電視連續劇主要包括：《Ishq Junoon Deewangi》、《Akbari Asghari》和《Talluq》；電影作品有《Bol》及《Ishq Khuda》等。馬力克在2014年在印度寶萊塢拍攝她首部寶萊塢電影－罪案片《Raja Natwarlal》，扮演男主角Emraan Hashmi的戀愛對象Ziya。其中她在電影中和男主角的接吻一幕在巴基斯坦引起保守人士的不滿。

## 外部連結
- 胡美瑪·馬力克在互联网电影资料库（IMDb）上的資料（英文）